# Joséphine Berthault
Pour les articles homonymes, voir Berthault.
Joséphine Berthault est une peintre française née le 20 novembre 1853 à Angers, ville où elle est morte le 6 août 1923.

## Biographie
Élève mais également nièce très proche de son oncle Jules Lenepveu, qu'elle accompagne à Rome pendant son séjour en qualité de Directeur de la Villa Médicis à partir de 1873, elle baigne dans le milieu de la peinture académique depuis son plus jeune âge. Elle reprendra chez lui la précision du dessin, mais non son goût pour les fresques historiques.
Elle se détourne d'ailleurs des compositions monumentales chères à son oncle et travaille sur des paysages puis de plus en plus les portraits et les natures mortes.
Elle est une des femmes peintres du XIXe siècle à vivre de son art, en exposant dans toute la France et en accueillant de nombreux élèves dans son atelier d'Angers.
Celui-ci se situe place du Ralliement à Angers, dans l'immeuble "Berthault" construit en 1872 par l'architecte François Moirin pour le beau-père de Joséphine Berthault, Gaspard Berthault (Angers, 7/1/1820 – Paris, 20/7/1900), photographe, peintre en décors mais également promoteur qui se fait connaître dès 1853 par ses portraits en daguerréotypes, puis, en 1855, ouvre à cette adresse, à côté de la rue Lenepveu, un atelier spécialement aménagé, à l’enseigne "Aux Statues de Daguerre". Son fils Fernand (1849 - 6/2/1930), mari de Joséphine Berthault, lui succède en 1880.

## Galerie

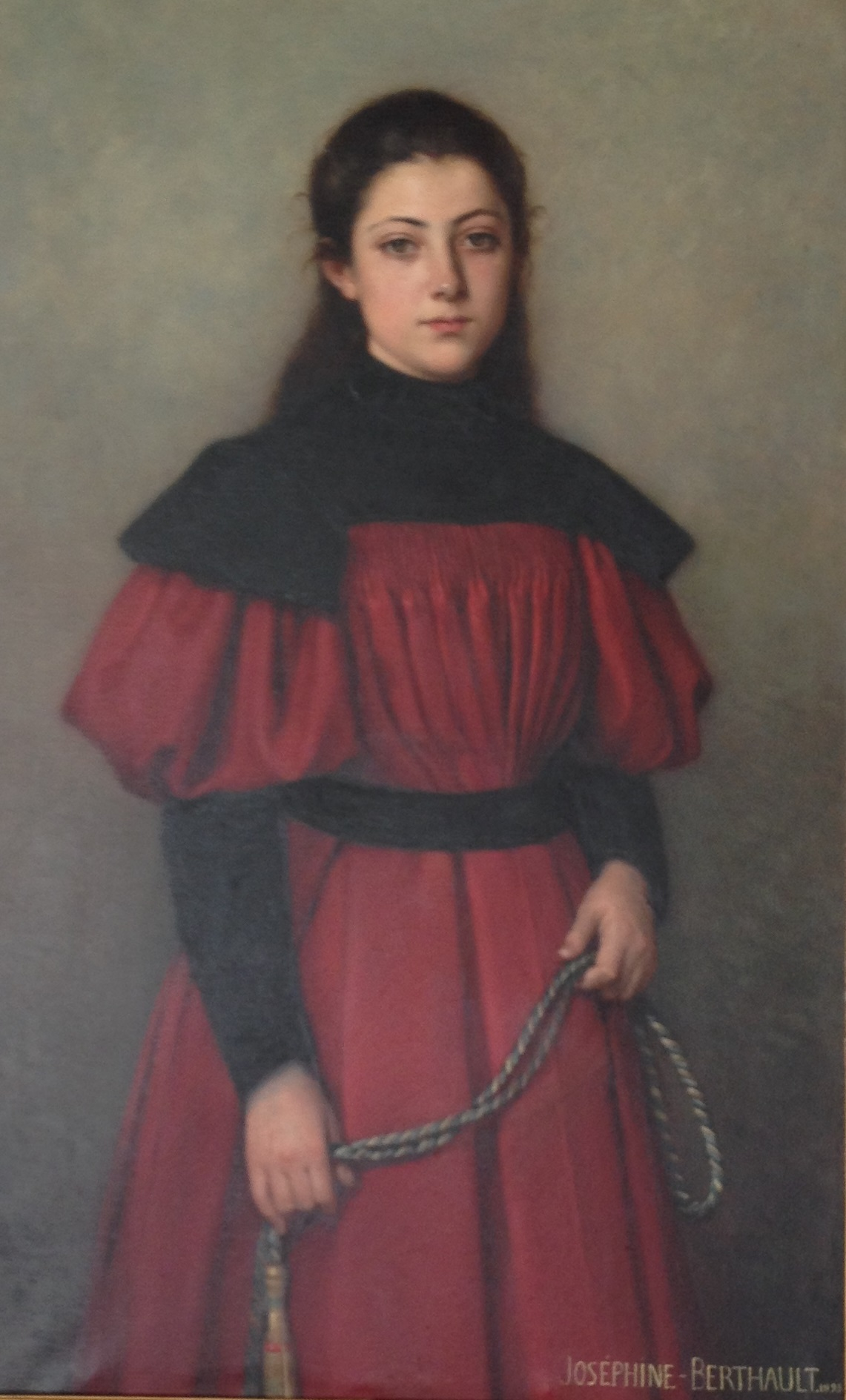
Portrait de Florence Berthault par Joséphine Berthault
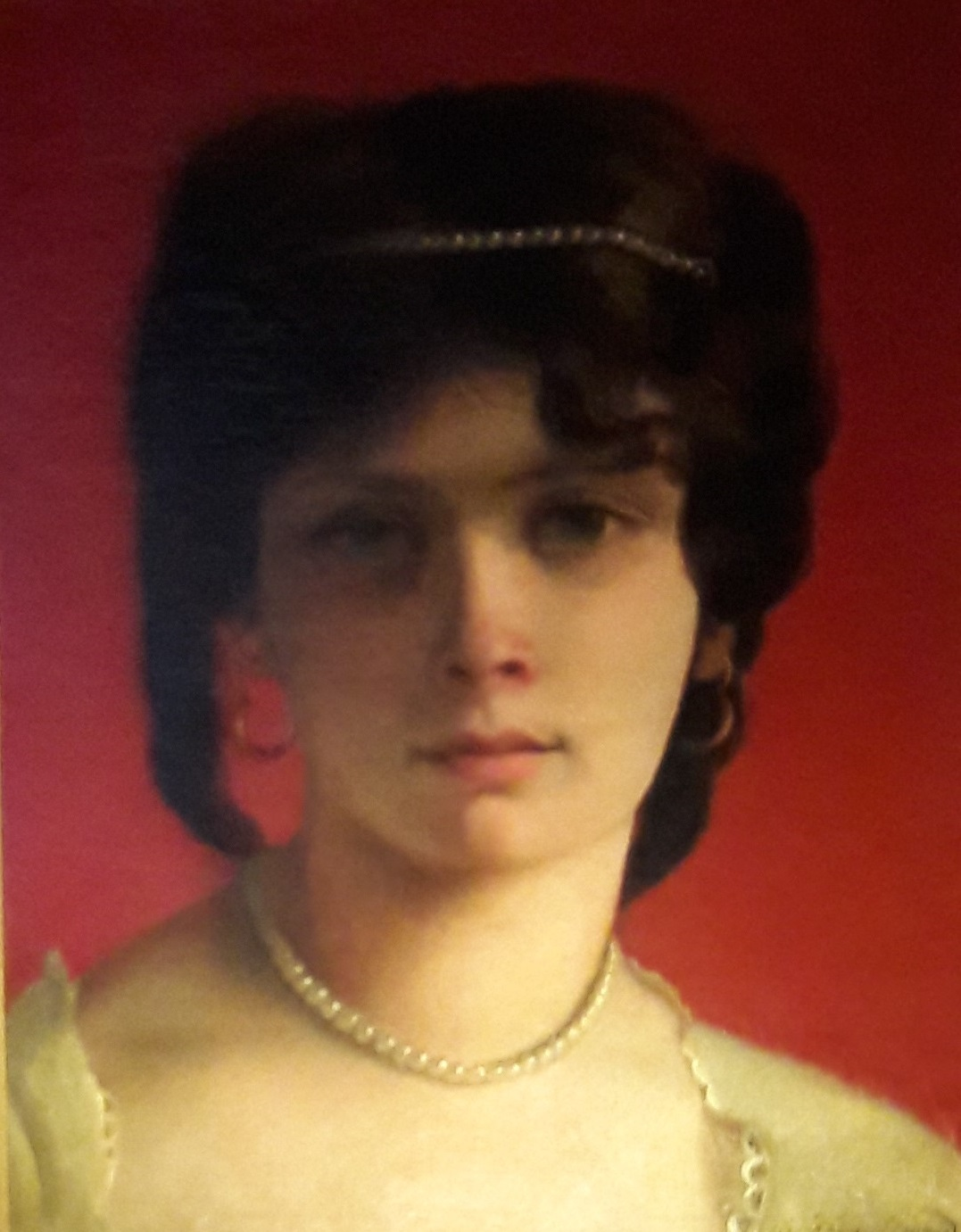
Portrait de femme
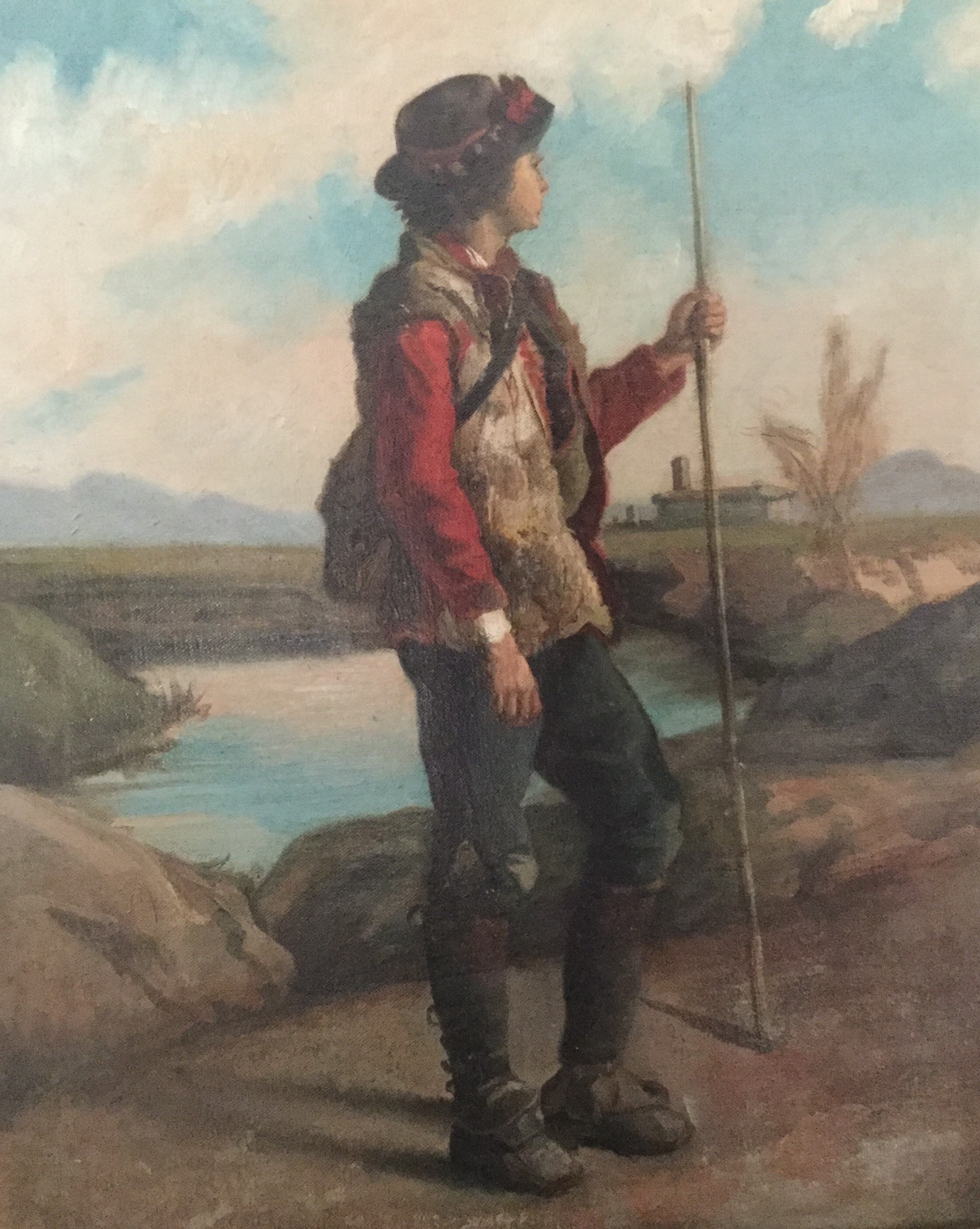
Berger
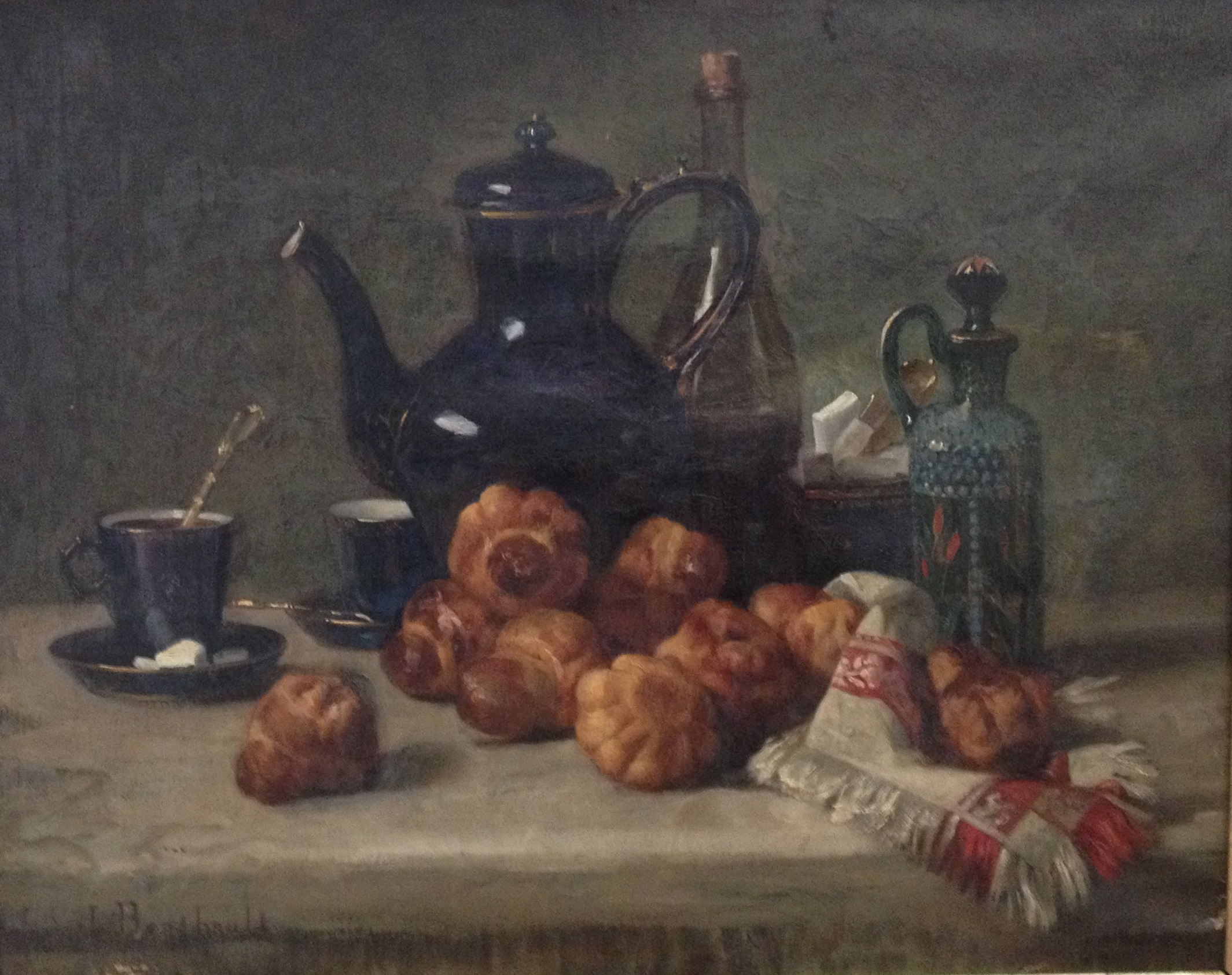
Nature morte au petit déjeuner
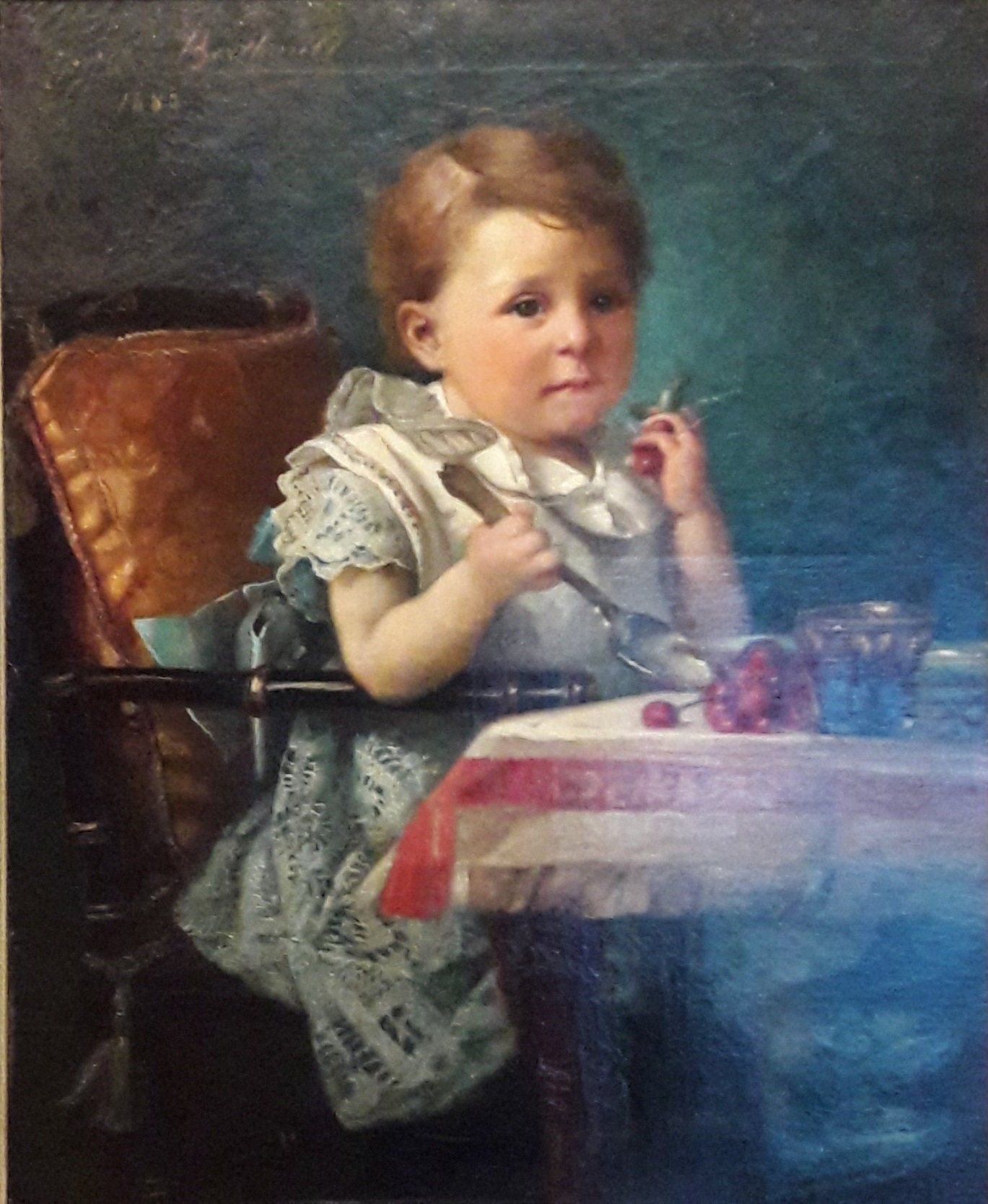
Enfant aux cerises
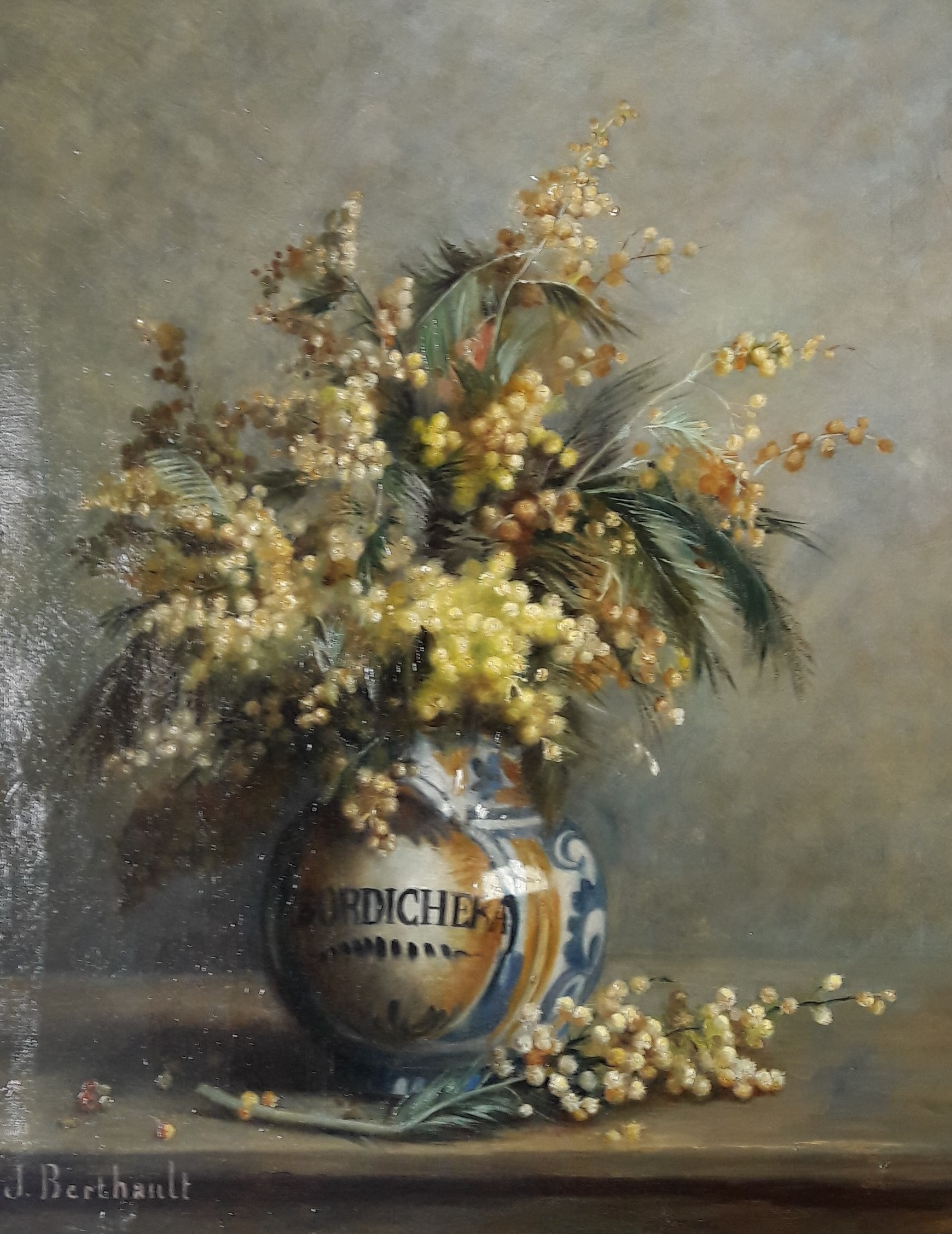
Nature morte
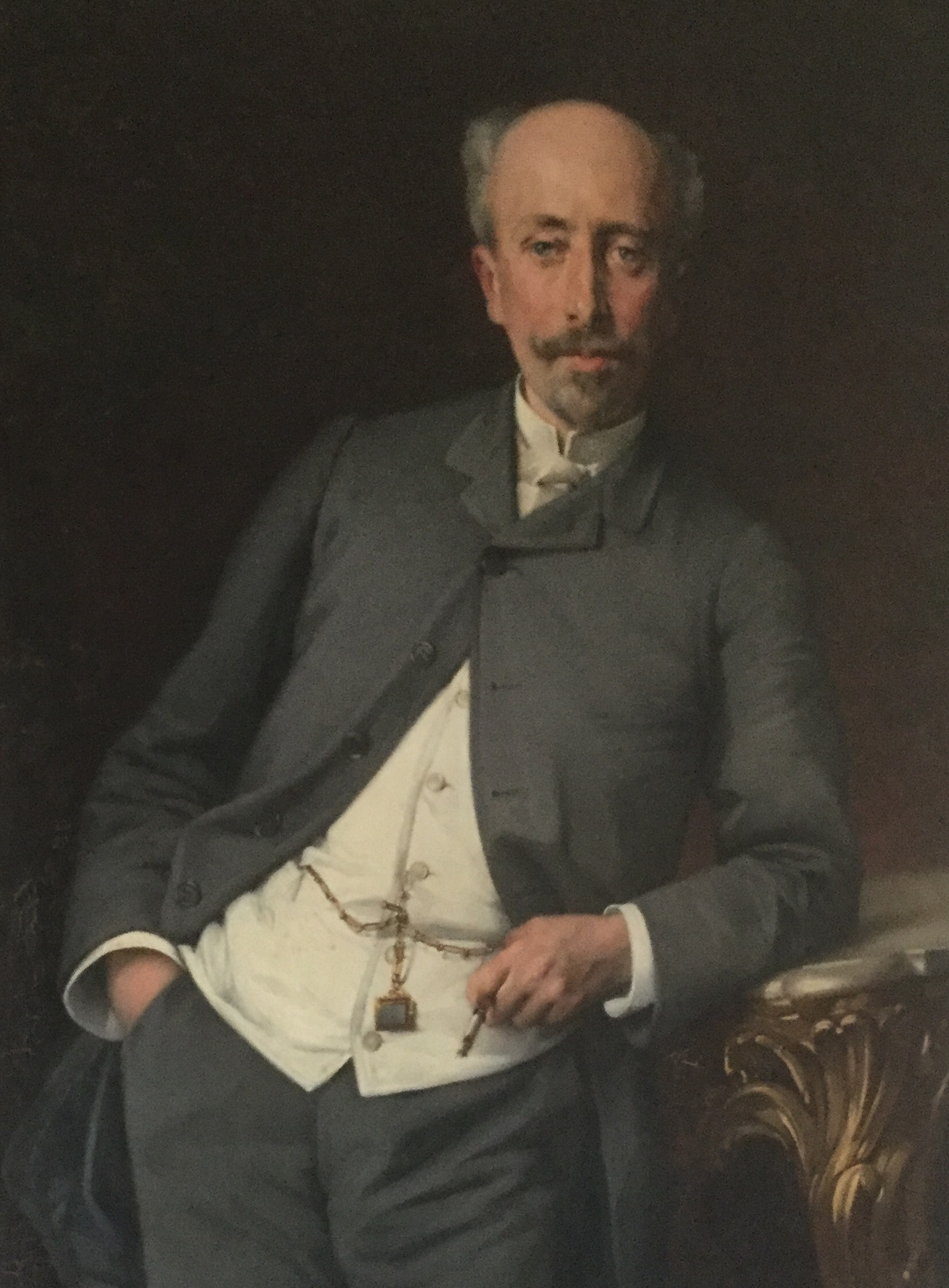
Portrait de Fernand Berthault
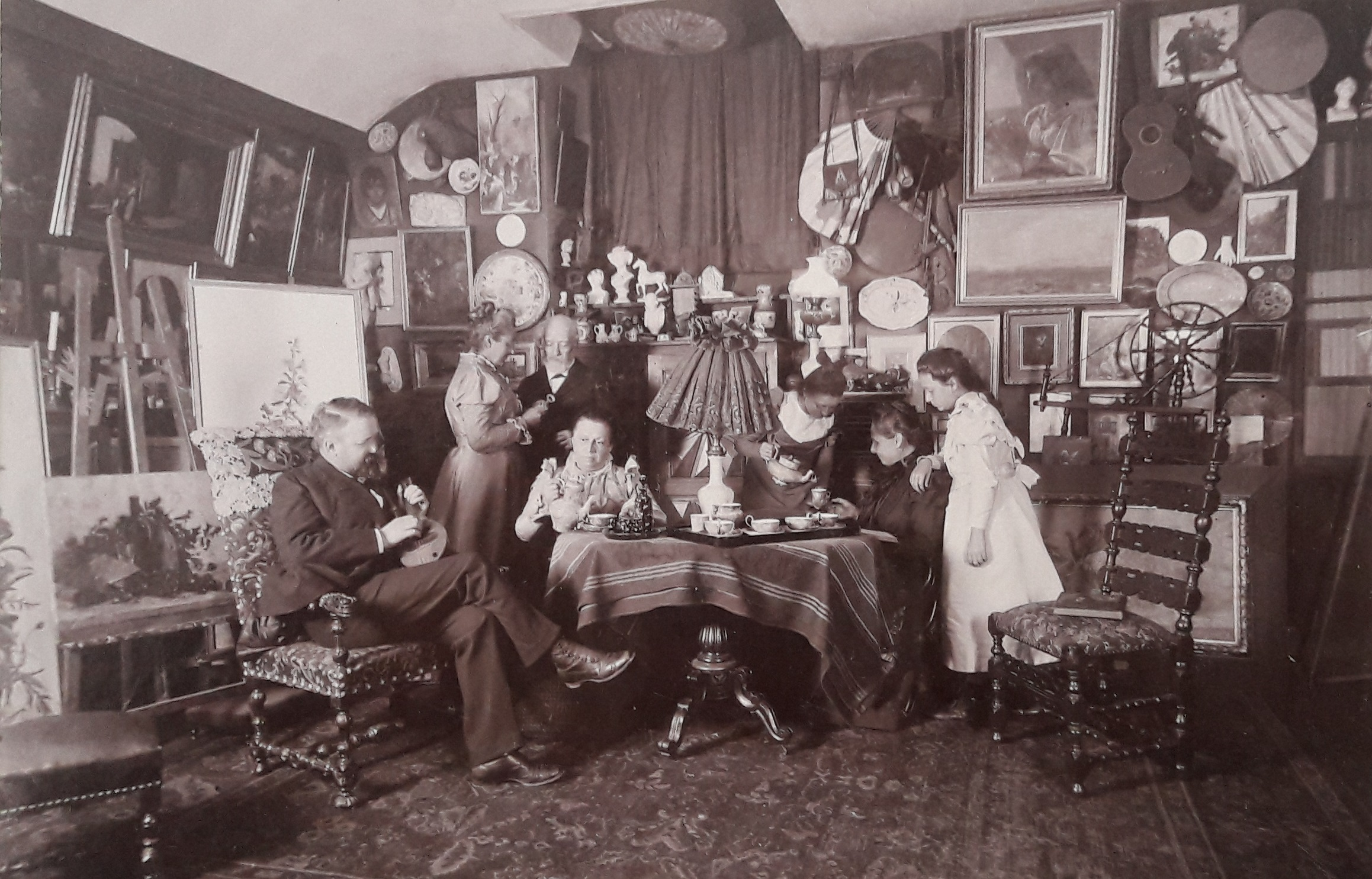
Atelier de Joséphine Berthault à Angers

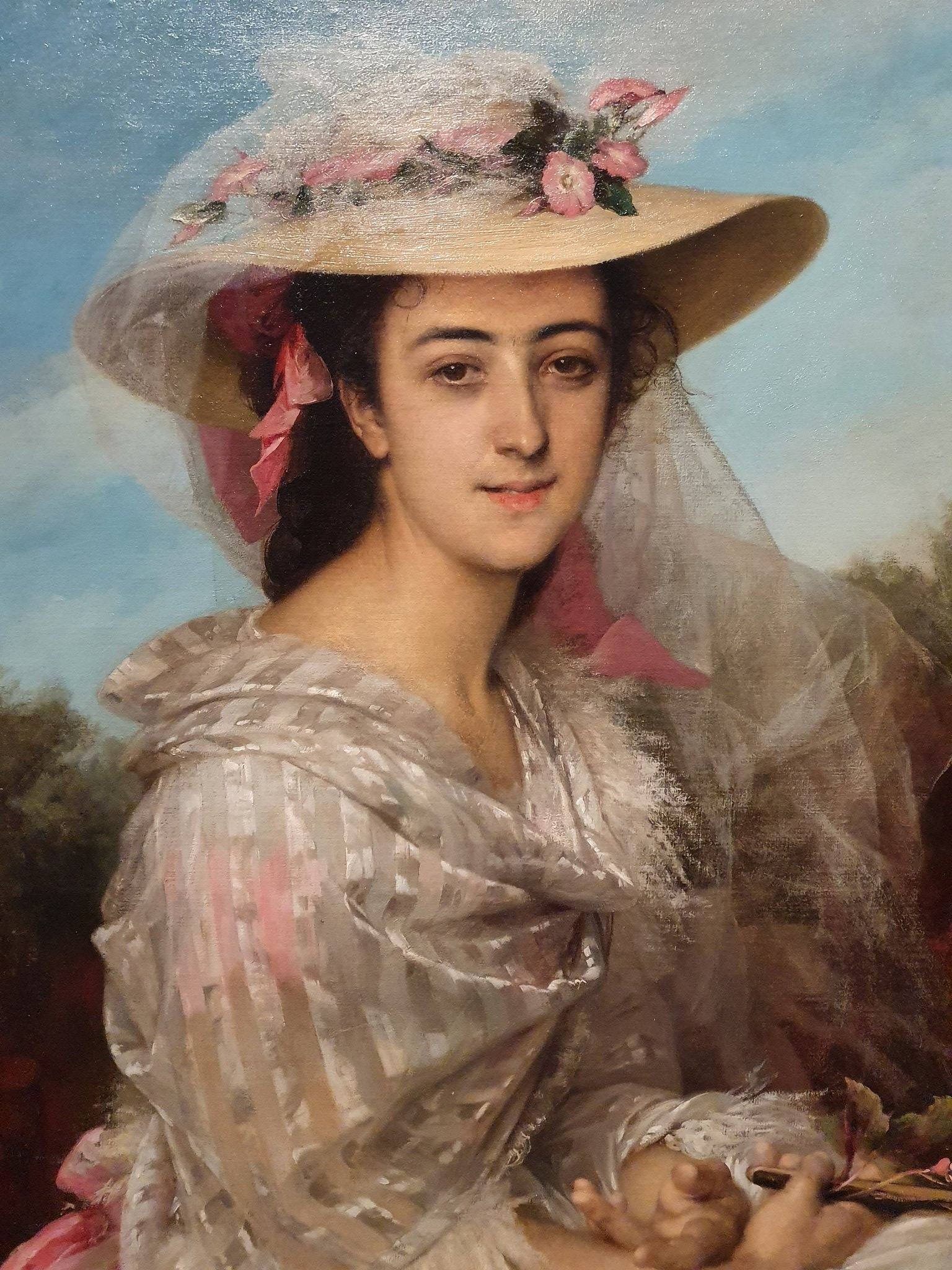
Portrait de Joséphine Berthault par son oncle Jules-Eugène Lenepveu Musée des Beaux-Arts d'Angers

## Hommages et distinctions
- Officier d'académie en 1899[3]

- Mention honorable au Salon de Paris en 1890

- Membre de la Société des artistes français

- Médaille aux expositions d'Angers, Laval, Tours, Besançon

- Portrait de mon oncle M. Jules Lenepveu au musée des Beaux-Arts d'Angers (salon des artistes français 1892)[4],[5]